# Distretto di Desaguadero
Il distretto di Desaguadero  è uno dei sette  distretti della provincia di Chucuito, in Perù. Si trova nella regione di Puno e si estende su una superficie di 178,21 chilometri quadrati.

Istituito il 14 novembre 1908, ha per capitale la città di Desaguadero; nel censimento 2007 si contava una popolazione di 20.009 unità.